# Седлиська-Славенцинські
Седлиська-Славенцинські (пол. Siedliska Sławęcińskie) — село в Польщі, у гміні Сколишин Ясельського повіту Підкарпатського воєводства.
Населення — 208 осіб (2011).
У 1975-1998 роках село належало до Кросненського воєводства.

## Демографія
Демографічна структура станом на 31 березня 2011 року:
|          | Загалом | Допрацездатний вік | Працездатний вік | Постпрацездатний вік |
| -------- | ------- | ------------------ | ---------------- | -------------------- |
| Чоловіки | 109     | 21                 | 80               | 8                    |
| Жінки    | 99      | 16                 | 57               | 26                   |
| Разом    | 208     | 37                 | 137              | 34                   |